# Cadenes de neu

Aquest senyal obliga l'ús de cadenes en carretera.

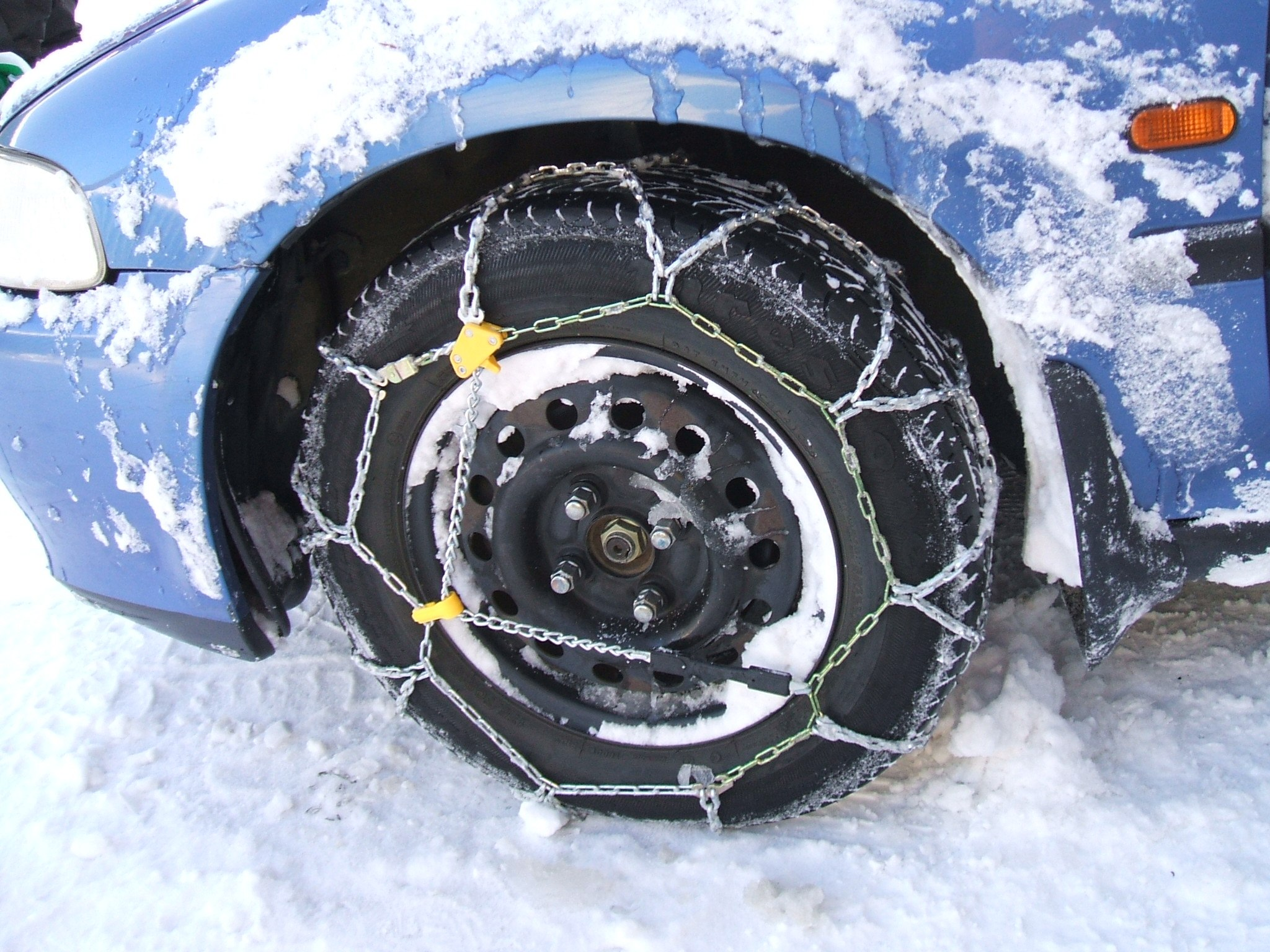
Cadenes en rombe. Lliuren una major eficàcia i rendiment.

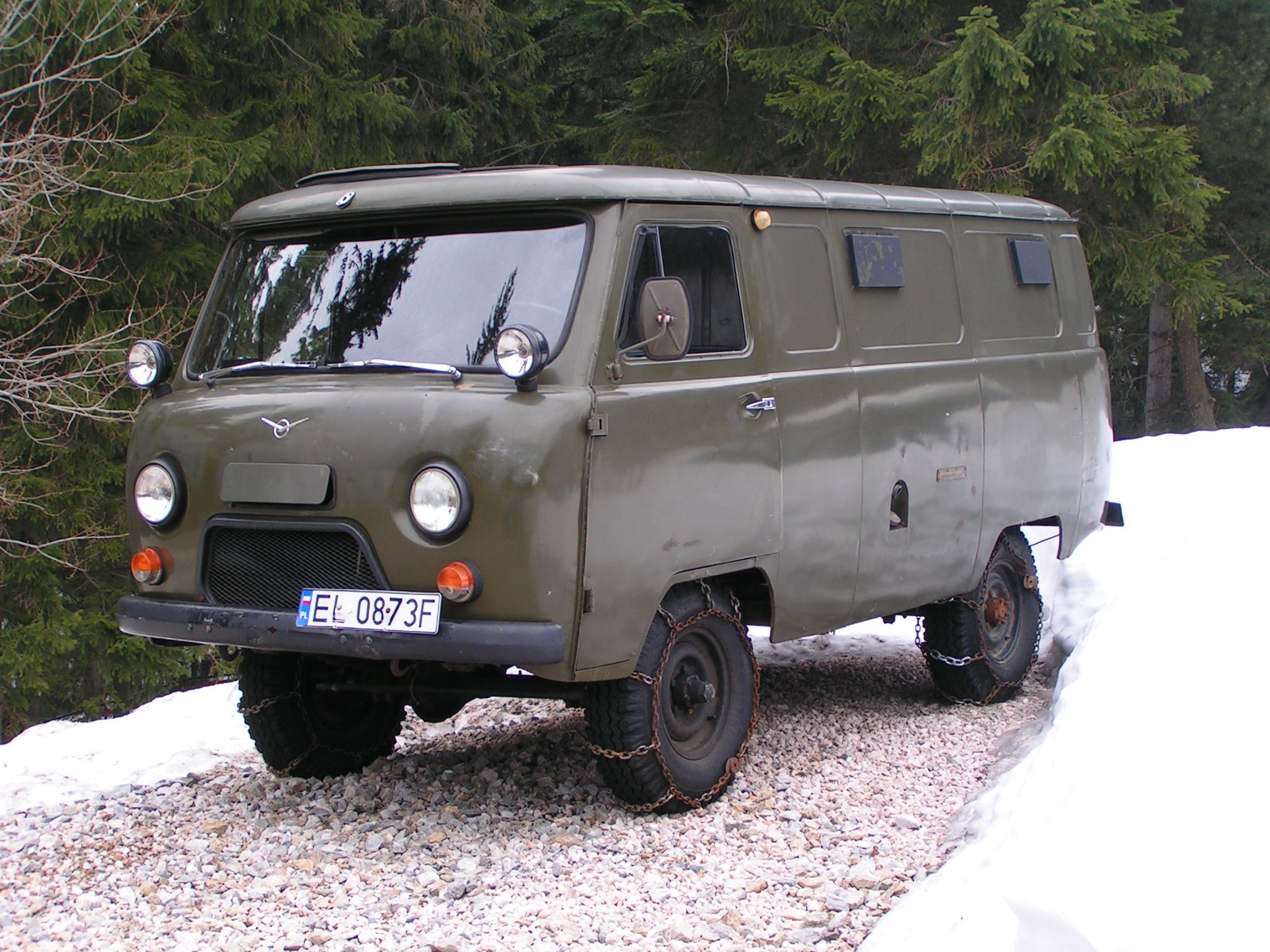
Furgó soviètic equipat amb cadenes en escala.

Les cadenes per a la neu són un sistema antilliscant que es posa a les rodes d'un vehicle a motor perquè aquestes no patinin, quan hi ha neu o gel a la carretera.
Poden no ser cadenes pròpiament dites. Hi ha sistemes que van des de pedces de plàstic a un funda de tela. Amb cadenes posades, es pot conduir amb màxim 50 km/h.
A Andorra, del 1r de novembre fins al 15 de maig, un vehícle ha de tenir pneumàtics d'hiver o dur cadenes o accessoris similars per si són necessaris en cas de neu o gel. A la Catalunya del Nord, el període corre del 1r de novembre fins al 31 març a zones muntanyenques. La legislació espanyola accepta els pneumàtics d'hivern com una alternativa vàlida a les cadenes de neu, tal com recull el Reglamento General de Vehículos, basat en un reial decret 1998.
Hi ha diferents menes de cadenes per a la neu: metàl·liques, de tela i automàtiques.

## Col·locació
Segons la motricitat del vehicle:
- Tracció davantera: Sempre que el gruix de la neu no superi 1,5 cm, es coloquen a les rodes davanteres (amb més gruix, obligatori a les 4 rodes).[cal citació] La majoria de cotxes actuals són de tracció davantera.
- Propulsió posterior: Sempre que el gruix de la neu no superi 1 cm, es coloquen a les rodes posteriors (amb més gruix, obligatori a les 4 rodes). Els cotxes antics, d'altes prestacions i vehicles de càrrega solen ser de propulsió posterior.
- Tracció a les quatre rodes: Per llei és obligatori l'ús a les quatre rodes. En cas d'avaria d'una de les quatre se solen col·locar dues darrere, però és possible fer-ho davant per millorar en direcció i frenada, encara que en cap cas es circularà amb tres cadenes.

Sigui quin sigui el model d'automòbil, és convenient equipar cadenes a les quatre rodes; excepte si el fabricant indica el contrari, com és el cas de vehicles esportius de propulsió posterior i gran cilindrada.
També cal tenir en compte que les cadenes estan dissenyades per a un diàmetre de roda específica.

## Funcionament
El funcionament de les cadenes és molt senzill. El principi de funcionament es basa en un augment del coeficient de fricció, entre el pneumàtic i el paviment cobert de neu o gel. El coeficient de fregament pneumàtic-asfalt, és el que es coneix com a adherència del pneumàtic. En condicions normals, el coeficient de fregament entre el pneumàtic i l'asfalt és idoni (entre 0.4 i 0.6), quan neva o gela, el coeficient de fregament disminueix substancialment, generant la pèrdua de tracció i maniobrabilitat, i la consegüent pèrdua de control sobre el vehicle:
- En el cas de cadenes de baules sobre gel, amb un coeficient de fricció molt elevat, però només en els punts on cada baula entra en contacte amb el paviment, en circular sobre un paviment gelat, les baules de la cadena s'incrusten en la placa de gel i augmenten el coeficient de fricció i la capacitat de tracció del vehicle. Al mateix temps, s'allibera així una part de gel humit, que tot i que roman lliscant, ofereix més adherència al pneumàtic.
- En el cas de cadenes de baules sobre neu, la cadena s'interposa al pneumàtic i a l'asfalt i actua com una escala en col·locar més fricció, a causa de l'acer en contacte amb el paviment.
- En el cas de cadenes tèxtils sobre neu, aquestes tenen un coeficient de fricció més baix per unitat de superfície, però aquest augment s'estén per tota la superfície del pneumàtic en contacte amb el paviment, i una millor adherència.

## Possibles fallades
- Conducció massa ràpida. Les cadenes no suporten circular a més de 50 km/h.
- Sobre carreteres seques les cadenes es deterioren rabent.
- Ajust poc ferm. S'ha de reajustar els tensors de les cadenes pocs metres després de posar-les, movent el cotxe a poc a poc. Es podrien enrotllar en l'eix de transmissió i causar una avaria important.
- Per a la majoria de cadenes calen tensors; si no s'usen es descol·loquen. Quan no calen tensors, si es posen, poden resultar greument danyades.
- Desgast natural, la durada de vida mai no supera els 450 km, la majoria ni tan sols 250 km.[2]

## Cura
Les cadenes clàssiques s'han de netejar-les amb aigua calenta el més aviat possible, a fi d'eliminar-ne la sal que s'escampa per les carreteres, car els clorurs ataquen i corroeixen l'acer. Després d'assecar-les, se'ls ha de guardar-les en un lloc sec i accessible dins el maleter del vehicle.

## Alternatives
Al mercat hi ha alternatives a les cadenes tradicionals:
- Fundes de tela. Són les més conegudes. Substitueixen les cadenes, però s'han de treure immediatament quan no hi ha neu.
- Dispositiu en forma d'aranya, que se subjecta al cargol de la llanda i que s'abraça al pneumàtic. Es posen en pocs segons i són eficients.[cal citació]
- Cable d'acer. Substitueixen la cadena per un cable d'acer; el seu funcionament és idèntic.